# Listă de comune din județul Satu Mare
Această listă de comune din județul Satu Mare cuprinde toate cele 59 comune din județul Satu Mare în ordine alfabetică.

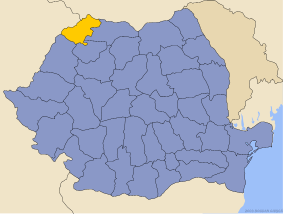
Judeţul Satu Mare

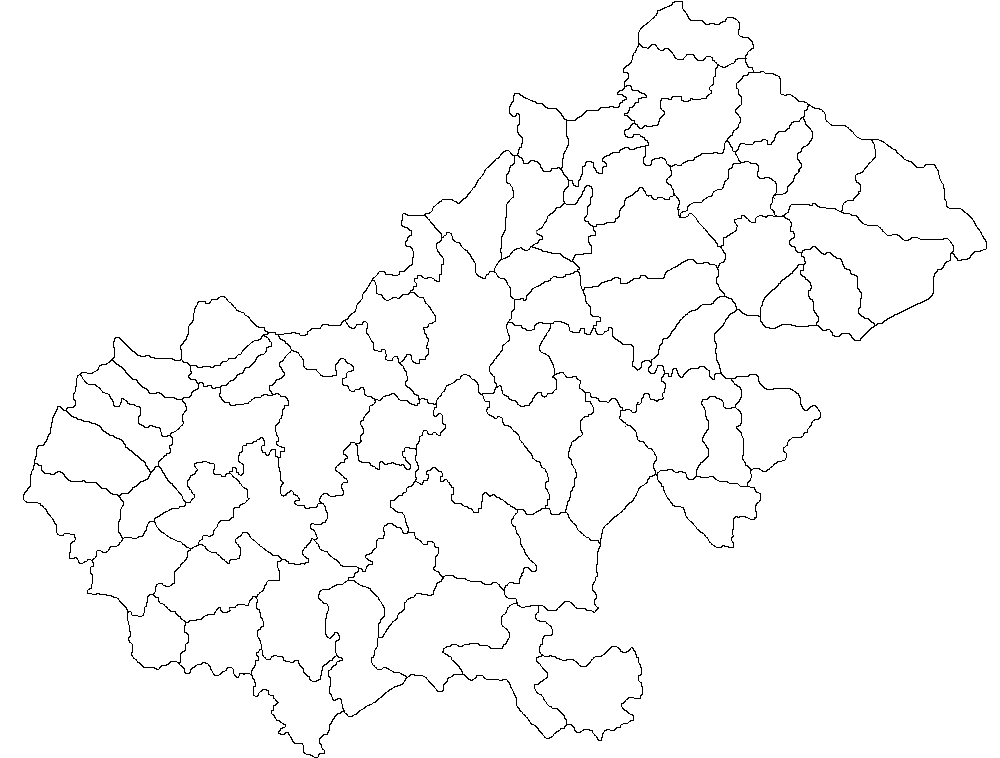
Harta judeţului cu împărţirea administrativ-teritorială pe comune

1. Acâș
2. Agriș
3. Andrid
4. Apa
5. Bătarci
6. Bârsău
7. Beltiug
8. Berveni
9. Bixad
10. Bogdand
11. Botiz
12. Călinești-Oaș
13. Cămărzana
14. Cămin
15. Căpleni
16. Căuaș
17. Cehal
18. Certeze
19. Ciumești
20. Craidorolț
21. Crucișor
22. Culciu
23. Doba
24. Dorolț
25. Foieni
26. Gherța Mică
27. Halmeu
28. Hodod
29. Homoroade
30. Lazuri
31. Medieșu Aurit
32. Micula
33. Moftin
34. Odoreu
35. Orașu Nou
36. Păulești
37. Petrești
38. Pir
39. Pișcolt
40. Pomi
41. Porumbești
42. Racșa
43. Sanislău
44. Santău
45. Săcășeni
46. Săuca
47. Socond
48. Supur
49. Tarna Mare
50. Târșolț
51. Terebești
52. Tiream
53. Turț
54. Turulung
55. Urziceni
56. Valea Vinului
57. Vama
58. Vetiș
59. Viile Satu Mare